# Артроплевра
Артроплевра (лат. Arthropleura, від дав.-гр. ἄρθρον «член тіла» і  πλευρά «ребро»; «зчленована з ребер») — рід вимерлих членистоногих, були далекими родичами сучасних багатоніжок, жили в пізньому карбоні (кам'яновугільному періоді), 340–280 млн років тому. Мешкали на території нинішньої північно-східної частини Північної Америки та Шотландії. Вони — найбільші за розміром з відомих сухопутних безхребетних Землі за всю її історію. Ворогів у них було небагато.
Тіло тварини було плоске і складалося з ряду сегментів, що заходили один за інший. У артроплеври було 30 пар ніг. Дихала ця тварина через маленькі отвори-дихальця, розташовані вздовж тіла. Артроплеври могли досягати в довжину від 0,3 до 2,6 м.

## Види
- Arthropleura armata Meyer, 1853 (=Arthropleura moyseyi Calman, 1914)
- Arthropleura britannica Andrée, 1910
- Arthropleura cristata Richardson, 1959
- Arthropleura maillieuxi Pruvost, 1930
- Arthropleura mammata (Salter, 1863)

## Опис і поведінка
Чим харчувалася артроплевра — спірне питання серед вчених, оскільки ні на одній зі скам'янілостей не зберігся рот. На цьому ґрунтується припущення, що особливо великих і добре склеротизованих щелеп у неї не було. По всій видимості, вона харчувалася рослинною їжею. Були виявлені її скам'янілі рештки зі спорами папоротей і фрагментами плауновидних у кишковику. Можливо, що маленькі артроплеври були вегетаріанцями, а великі були всеїдні, використовуючи свої щелепи як для харчування рослинністю, так і для полювання на маленьких тварин і комах. Вважається, що середнього розміру артроплевра, можливо, з'їдала до тонни рослинності за рік.
Скам'янілі сліди артроплевр були знайдені в багатьох місцях. У слідів є окрема назва Diplichnites cuithensis.
Артроплеври походять від ракоподібних предків у кам'яновугільному періоді, і стали більшими ніж сучасні членистоногі, частково через високий відсоток кисню в атмосфері Землі в той час, і через відсутність великих наземних хребетних хижаків.
Артроплеври вимерли на початку пермського періоду, коли сирий клімат став сухішим, руйнуючи тропічні ліси карбону. Через це рівень кисню в атмосфері почав зменшуватися. Жодне з гігантських членистоногих не змогло пережити новий сухий, з меншим вмістом кисню клімат.

## Ресурси Інтернету
- Lyall I. Anderson, Jason A. Dunlop, Carl A. Horrocks, Heather M. Winkelmann & R. M. C. Eagar (1998). Exceptionally preserved fossils from Bickershaw, Lancashire UK (Upper Carboniferous, Westphalian A (Langsettian)). Geological Journal. 32 (3): 197—210. doi:10.1002/(SICI)1099-1034(199709)32:3<197::AID-GJ739>3.0.CO;2-6.
- A profile of the Arthropleura [Архівовано 26 червня 2014 у Wayback Machine.]